# David Kemp
David Kemp, nacido el 10 de abril de 1984 en Toowoomba, es un ciclista australiano. 

## Palmarés
2007
- 1 etapa de los Tour de los Pirineos

2010
- Tour del Lago Taihu
- 2.º en el Campeonato de Australia en Ruta